# بیورین (واشینگتن)
بارین (به انگلیسی: Burien) شهری در شهرستان کینگ ایالت واشنگتن است که در سرشماری سال ۲۰۱۰ میلادی، ۳۳۳۱۳ نفر جمعیت داشته است.